# Boxbergen
Boxbergen is een havezate en landgoed bij Wesepe in de Overijsselse gemeente Olst-Wijhe. Het huis werd in 1344 voor het eerst genoemd en is sinds 1972 beschermd als rijksmonument. 

## Geschiedenis
De havezate Boxbergen was in 1344 in leen bij de familie Van Dorth. De volgende eigenaar was de Zutphense edelman Berend Hadeking. Deze kreeg mogelijk problemen met de stad Deventer gezien de versterking van het kasteel alsmede de er opvolgende vrede van Hadeking in 1394. Op dat moment bestonden de bezittingen van huis Boxbergen uit het goed Lankhorst, het hof te Hengforden, de Rodekolk (ook wel Randerkolk), het goed Ten Olt en erve Sogebrink. 
Tussen 1650 en 1653 werd het huis na een brand herbouwd. Huis Boxbergen met zijn landgoed was toen bezit van de familie Ripperda. Volgens de overlevering telde het huis zeven gevels, voorzien van zovele vensters als men dagen in het jaar telt. Het was daarmee waarschijnlijk een van de grootste huizen van Salland. In 1678 stierf de laatste Ripperda kinderloos, waarna het huis verschillende eigenaren kreeg. 

## Boxbergen-Lankhorst

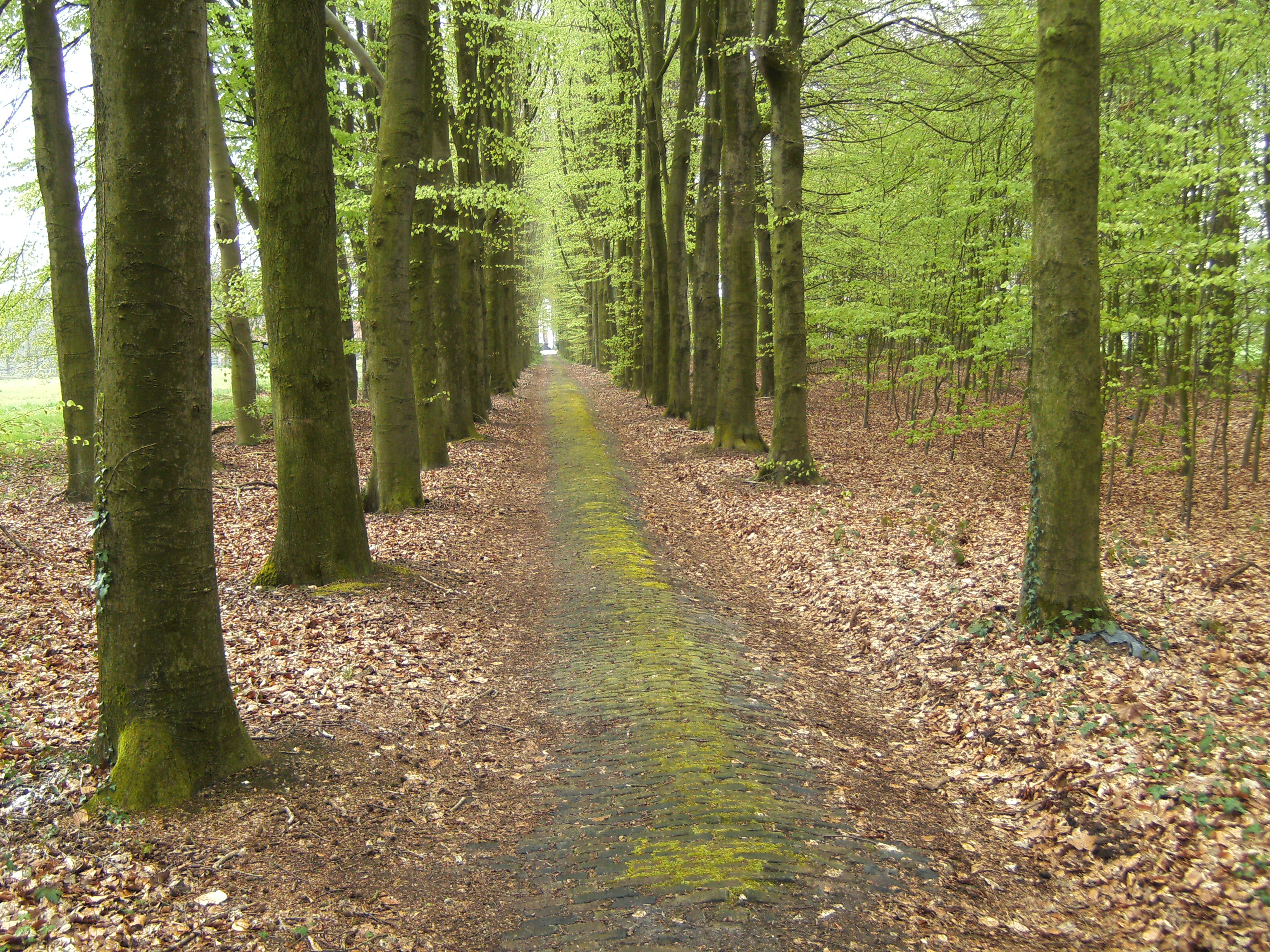
Laan over het landgoed naar het huis (2008)

In 1951 werd Boxbergen verkocht aan de stichting De Verenigde Gestichten in Deventer, tegenwoordig de Stichting IJssellandschap. Het huis werd vrijwel meteen aan een particulier doorverkocht. Het goed wordt samen met het aanliggende landgoed Lankhorst als een geheel beheerd; de gezamenlijke oppervlakte bedraagt 370 hectare. Het is een nog vrijwel gaaf landgoedlandschap met bosbouw, veeteelt en recreatie gelegen op een reliëfrijk dekzandgebied. Behalve huis Boxbergen is er het landhuis de Lankhorsterkamp te vinden.
Boxbergen, sinds 1969 eigenaar van de familie Nuy, staat medio 2025 te koop, aldus een bericht in De Telegraaf van 8 augustus 2025.

## Bekende bewoners
- Johan van Buckhorst, drost van Drenthe
- Judith van Twickelo en Unico Ripperda; zij stonden aan de basis van de invloed van de familie Ripperda
- Herman Ripperda, drost van Salland, heer van Weldam
- Unico Ripperda, heer van Boxbergen, Hengelo en Boekelo, drost van Haaksbergen, drost van Twente
- Willem Ripperda, heer van Boxbergen, Hengelo, Boekelo, Rijsenburg en Solmsburg
- Pïeter Albert van der Meer, gouverneur van Suriname
- Kinderen van Martinus van Doorninck, burgemeester van Deventer
- Frederik August Alexander graaf Van Wartensleben

## Galerij

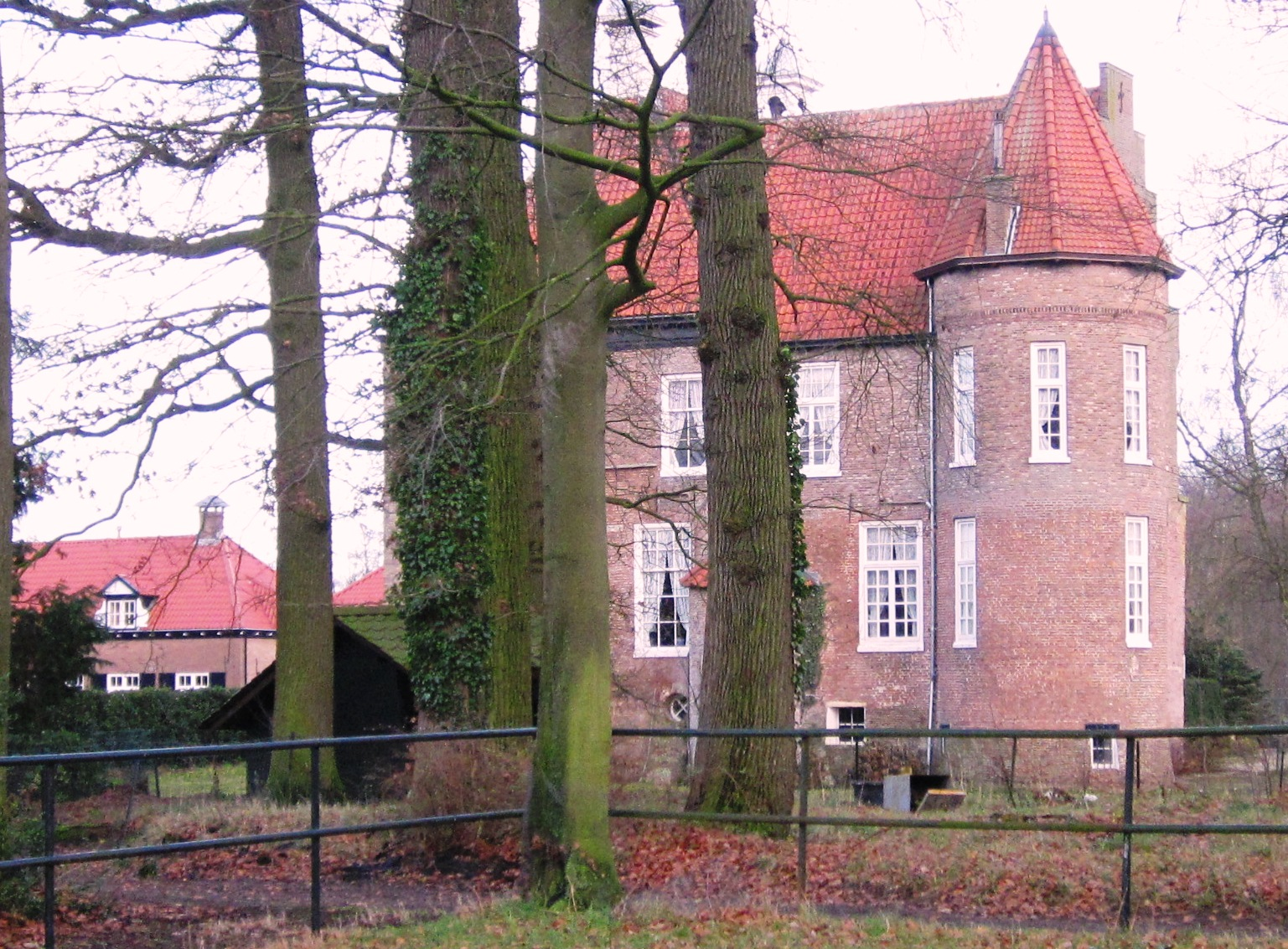
Huis Boxbergen - zuidzijde (2012)
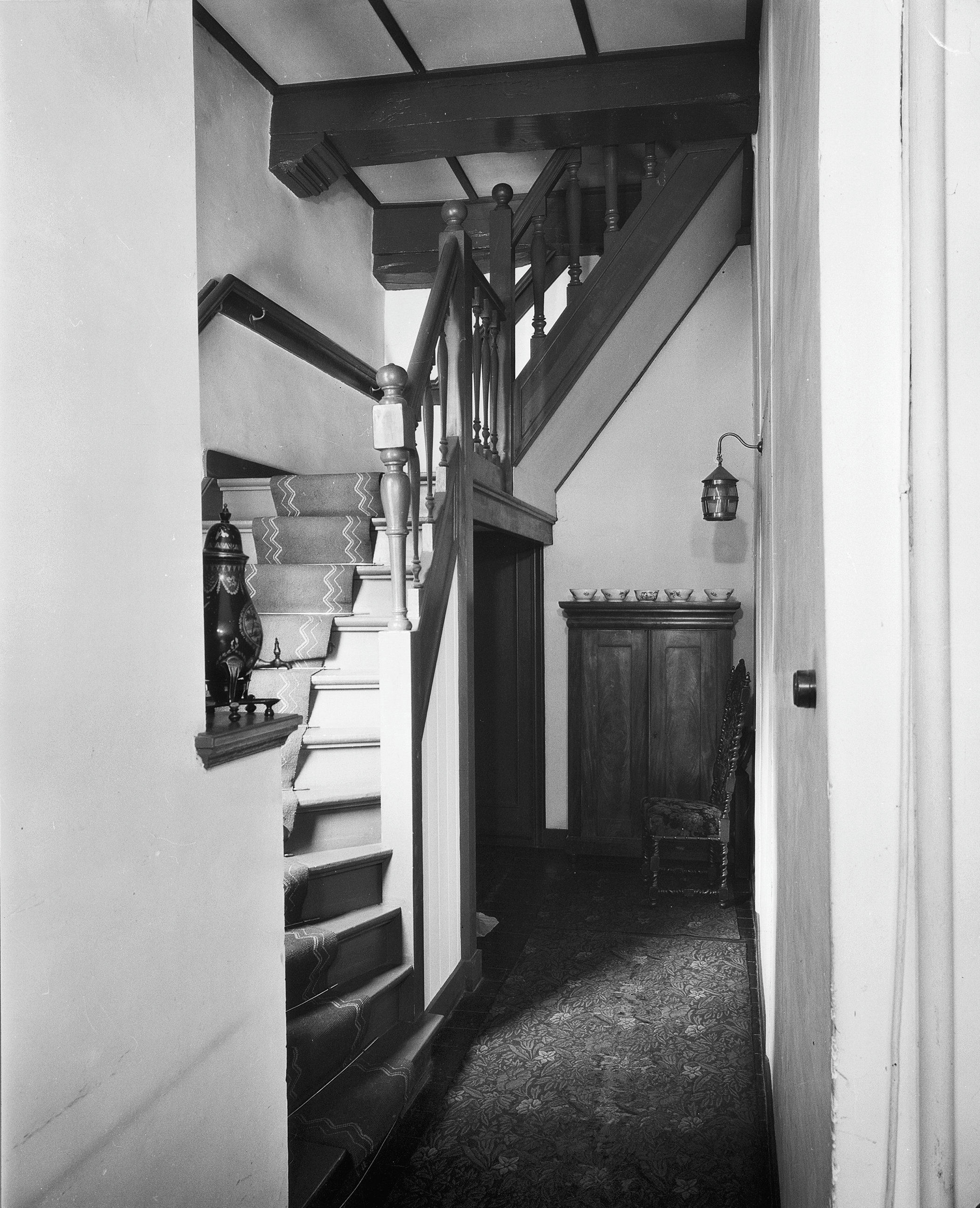
Trappenhuis op bovenetage (1960)
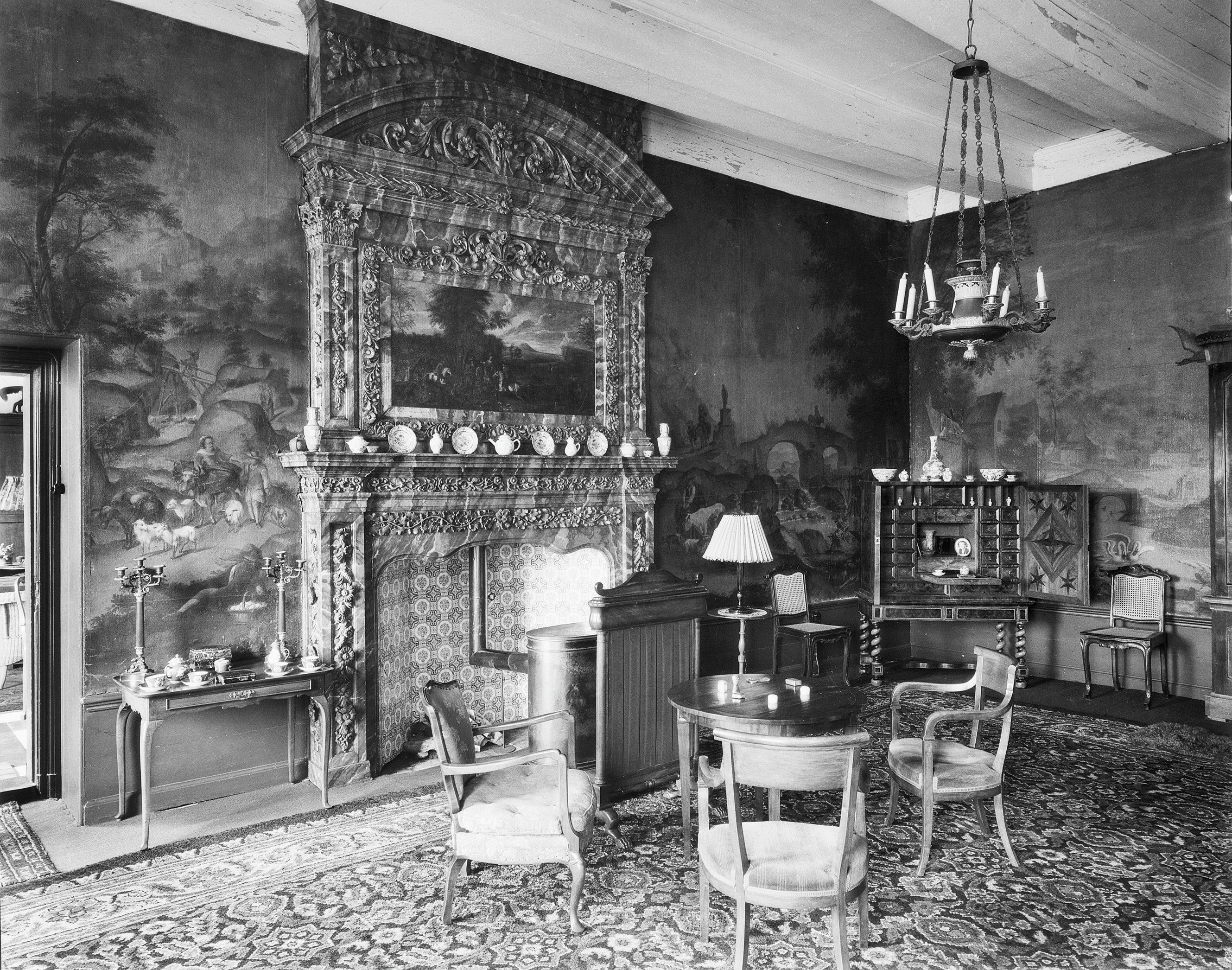
Interieur van de zaal (1960)
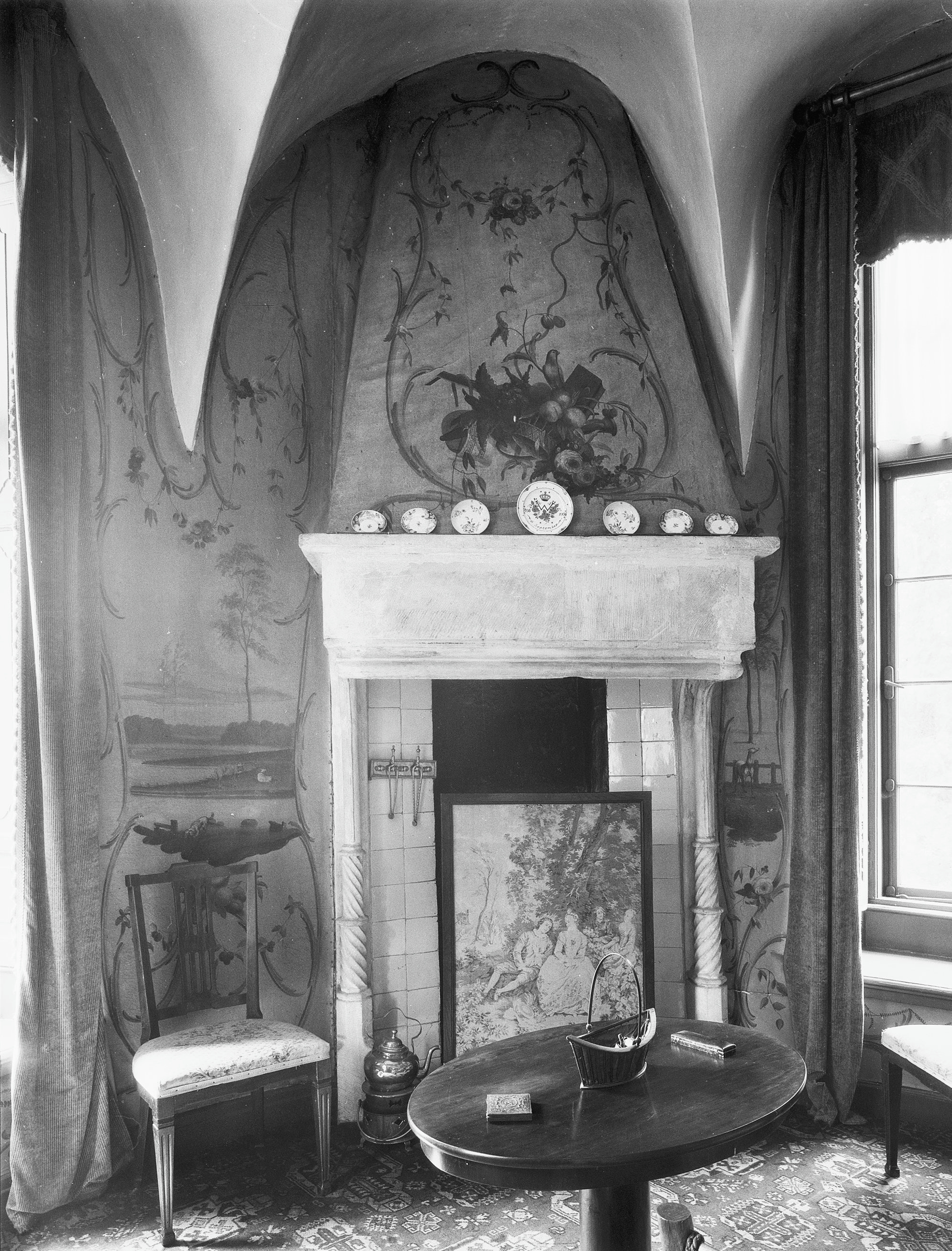
Gothische schouw in torenkamer (1960)